# Sika AG
A Sika AG svájci, Baar székhelyű világszerte (84 országban) jelenlévő, speciális vegyi anyagokat gyártó és forgalmazó vállalat. Termékei jelen vannak mind az építőipar (magas- és mélyépítés, mérnöki műtárgyak, stb.), mind a gyáripar (járműgyártás, nap- és szélerőművek, homlokzatépítés) területén. Legfontosabb termékei a betonadalékszerek, speciális habarcsok, tömítőanyagok és ragasztók, különféle csillapító- és erősítő anyagok, szerkezet megerősítő rendszerek, ipari padlók, valamint tető és vízszigetelő anyagok. A Sika AG éves árbevétele 2013-ban elérte az 5,140 milliárd svájci frankot.
A Sika AG-t Kaspar Winkler alapította 1910-ben. Egy szerény varga családban született, és elég korán áttelepült Ausztriából Svájcba. Ott fejlesztette ki a Sika-1-et, azt a gyorsan kötő vízszigetelő habarcsadalékszert, amelynek felhasználásával vízzáróvá tették a Gotthárd-alagutat, lehetővé téve ezzel a svájci vasúttársaság számára, hogy villamosítsa ezt a fontos kapcsolatot Észak- és Dél-Európa között. Kaspar Winkler felismerte a közelgő globális igényt „úttörő" adalékszereire, és elindította leányvállalatait szerte a világon. Már az 1930-as években 15 új Sika leányvállalat nyílt az építési vegyi anyagok piacán Európában, az USA-ban, Argentínában, Brazíliában és Japánban.

## Termékeinek alkalmazási területei[1]
A Sika termékei között megtalálhatóak a betonadalékszerek, a betonjavítási és -védelmi rendszerek, a speciális habarcsok, a fugázási és rögzítési rendszerek, a tömítőanyagok és ragasztók, a csillapító és erősítő anyagok, a szerkezet megerősítési rendszerek, a korrózióvédelmi rendszerek, a padló és falburkolati rendszerek, a tűzvédelmi rendszerek, valamint a tető- és vízszigetelési rendszerek.

### Vízszigetelés
A vízszigeteléshez tartoznak az alagutak szigetelései, beleértve a műanyag lemezes szigeteléseket és az injektálások anyagait. A hidak szigetelései, mely a pályalemez szigeteléseket és a hézagok lezárásához szükséges fugatömítő anyagokat jelenti. Az ivóvíztározók szigetelései, melyekre komoly egészségügyi előírások vonatkoznak. A különféle anyagok és folyadékok tárolására szolgáló tartályok és medencék szigetelései.
A mélyépítési szigetelések, a bitumenes, a cementbázisú és a műgyanta alapú kenhető szigetelések, az injektálás műgyantái és adalékszerei, a munka- és mozgási hézagok vízre duzzadó fugaszalagjai, az injektálható hézagzáró profilok. Ide tartoznak még a szennyvíztisztító és kezelő műtárgyak szigetelései és bevonatai is.

### Betontechnológia
A Sika AG egyik legfőbb piaci szegmense az adalékszer elállítása különböző betonokhoz. Ezen kívül építési- és betontechnológiai segédanyagokkal illetve beton kiegészítő anyagokkal is jelen van a piacon. Fő alkalmazási területei a hidak és épületek.

### Tetőszigetelés
A Sika AG már több mint 45 éve gyárt és fejleszt magas minőséget képviselő műanyag vízszigetelő lemezeket (FPO, PVC) és komplett rendszereket új építésű tetőkhöz, valamint felújításokhoz.

### Padlóbevonati rendszerek
A Sika AG padlóbevonatai megtalálhatóak ipari, kereskedelmi, gyógyszeripari, élelmiszeripari létesítményekben, üzemekben, oktatási intézményekben, parkolóházakban és lakóházakban. Padlóbevonatokkal támasztott követelmények: mechanikai kopásállóság, antisztatikus vezetőképesség, csúszásgátlás, vegyi ellenállóság, tűzállóság, esztétika.

### Tömítés és ragasztás
A Sika AG rendelkezik a homlokzatokhoz és padlókhoz alkalmazható tömítő anyagok, a speciális csatlakozásokhoz használható többfunkciós ragasztási megoldások vagy a belső burkolatok, parketták lerakásához kifejlesztett rendszerekkel.

### Szerkezetfelújítás
A Sika AG ezen alkalmazási területe a szerkezetek védelmére és javítására ad megoldásokat olyan anyagrendszerekkel, mint például javítóhabarcsok, védőbevonatok, rugalmas és merev kiöntőhabarcsok és szerkezeti megerősítő rendszerek.

### Ipari ragasztástechnika
A Sika AG az iparban is komoly sikereket ér el - beleértve az autóipart, a haszongépjármű ipart (szerkezeti ragasztást, közvetlen üvegezést, akusztikai rendszereket, erősítő rendszereket), az autóipari szervizelést (szélvédő cserét, karosszéria javítást), a megújuló energiaforrásokat (nap- és szélenergiát) és az építészeti felhasználást (strukturált üvegezést, hőszigetelő üvegszerkezetek tömítését).

## Története[2]

### 1910 - 1935 "A Gotthard áttörés"
- Kaspar Winkler 1910-ben alapította meg üzleti tevékenységét. Első találmányai gránit védő és tisztító anyagok voltak (Conservado, Purigo), valamint egy a habarcsot vízszigetelő anyag, a Sika. 1911-ben bejegyezte cégét, a Kaspar Winkler & Co.-t a cégbíróságon. Egy vegyésszel, mint korlátozott partnerrel marketingelni próbálta építési vegyi anyagait. Az első néhány évben a munka nagyon nehéz volt. Winkler veszteséges volt, különösen az első világháború folyamán. A dolgok csak 1917 után kezdtek fellendülni. Az áttörést 1918-ban érkezett el, amikor a Svájci Szövetségi Vasutak sikeres kísérleteket végzett a Sika segítségével a Gotthard szakasz alagútjainak vízállóvá tételére. Ez azért vált szükségessé, hogy villamos motorvonatokat is lehessen használni. A Svájci Nemzeti Vasutak 67 alagutat tett vízállóvá a Sikával a következő évek során. Ezután a siker után a Kaspar Winkler & Co. építési vegyi anyagai külföldön is kipróbálták a bennük rejlő lehetőségeket. Az alkalmi exporton túllépni azonban nehéz vállalkozás volt. A licencek nemzetközi eladására tett első kísérlet nem sikerült. A második kísérlet viszont sikerül: 1921-ben egy leányvállalat alakult Dél-Németországban, saját, kis termelőüzemmel. De a vezetési kapacitást és a kapcsolatok nem voltak elégségesek a határozott terjeszkedéshez. Ezt egy külföldi műveleti igazgató szerződtetésével orvosolták, aki leányvállalatokat alapított Angliában, Olaszországban és Franciaországban 1926 és 1928 között, és részt vett ezeknek a működésében is. Okos megállapodások révén az igazgató lehetetlenné tette, hogy elbocsássák. 1928-ban Winkler veje, Fritz Schenker csatlakozott a cég igazgatótanácsához. Azt világossá tette apósa számára, hogy a megállapodások, amelyeket a külföldi műveleti igazgatóval kötött, nem voltak túl előnyösek. A felek három éven át pereskedtek az 1932-es elidegenítési döntéshozatal iránti kérelemig, miszerint a külföldi műveleti igazgató megtartotta tulajdonjogát a német és az olasz leányvállalatokban valamint a védjegyekkel kapcsolatos jogokat is számos más európai országban. Igaz, hogy az európai piac így megosztottá vált, de Schenker céltudatosan folytatta a világméretű terjeszkedést. 1935-ben a Sika jelen volt Európában, Dél-Amerikában és Ázsiában is.

### 1935 - 1970 "A háború és a gazdasági fellendülés"
- A második világháború folyamán a Sika vállalatok továbbfolytatták a termelést minden országban, ahol jelen voltak. Így a Svájcban és a németek által megszállt területeken épült bunkerekhez használt adalékokat a Sika szállította. De a szövetségesek által a háborús közlekedési felszerelések Normandiába történő szállítására használt betonhajók is Sika adalékokkal épültek.Az 50-es és a 60-as évek gazdasági fellendülése során új leányvállalatok alakultak Svédországtól Kubáig. A második generációs változás előhírnöke Svájcban Romuald Burkard belépése volt a céghez. A céghez való 1953-as belépése és az apósa Fritz Schenker 1971-es halála közötti időszakban Burkard fokozatosan átvette a vezetését a vállalatcsoportban, amely 1968-ra már egyetlen, egységes szervezeti struktúrává vált a Sika Finanz AG-vel. Ugyanebben az évben a Sikát bejegyezték a svájci tőzsdén. A késő 60-as évek gazdaságilag túlfűtött korszakában azonban a Sika a súlyos válságba esett. Az új Düdingeni üzem nagy indítási nehézségekkel küzdött és túllépte a költségvetést. Számos építőipari vállalat működése nem volt költséghatékony, Németországban és Skandináviában szavatossági keresetek tornyosultak fenyegetően a láthatáron. A helyzet baljós volt: Sika csak egy hajszál híján volt képes elkerülni a fizetésképtelenséget.

### 1970 - 1990 "A válságmenedzsment és új üzlet"
- A 70-es években sem jelentettek mindenütt boldog időszakot. A Sika hatalmas erőfeszítések árán legyőzte az 1973 és 1976 közötti súlyos recesszióból fakadó nehézségeket. De a válság éveiben végül megerősítette a Sika szellemiségét. A mind a mai napig használt csatakiáltás is ezekben az években alakult ki. Ez nem más, mint egy olyan munkavállalói magatartás, aminek a lényege a vállalat iránti szolidaritás és optimizmus. Például, a válság közepén a Sika Svájci dolgozói megállapodtak abban, hogy csökkentik a béreket. Ez az évtized második felében, amint Sika talpra tudott állni gazdaságilag, megfordult. Egy olyan termék, az egykomponensű, rugalmas poliuretán ragasztó, a Sikaflex, amely már 1968-ban kifejlesztésre került, de addig csupán a forgalom egy szerény részét tette ki, ekkor slágerré vált. A sokoldalú Sikaflex ragasztóval a Sika egy új üzleti területet nyitott meg az 1980-as években, ami nem volt más, mint az autóipar. A folyamat során a Sika lerázta magáról építési kémia hagyományos rögzültségét. A diverzifikáció célja az volt, hogy növelje a gazdasági ciklusokkal szembeni ellenállást. Globális jelenlétünk bővülésével ugyanez volt a cél. A stuttgarti Lechler Chemie 1982-es átvételével a Sika egy csapásra 3000-ről több mint 4000-re növelte a személyzet méretét. Ezzel végre sikerült kellően megvetni az alapokat egy arra tett összehangolt kísérlethez, hogy továbbfejlesszék a német piacot. Ennek ellenére jó néhány évbe került, amíg az új társaság indult növekedés útján e kockázatos integráció megemésztése után. Az évtized második felében a legtöbb ipari országban a gazdasági fellendülés volt. A Sika is profitált ebből, hiszen 1989-ben túllépett az egy milliárd frankos a forgalmi küszöbön.

### 1990 - 2010 "Globális jelenlét"
- Egyetlen más évtizedben sem hozott létre a Sika új vállalatokat ennél több országban: csak 1990 és 1995 között 16 új leányvállalat alakult meg. A Sika megerősítette jelenlétét mindenekelőtt Ázsiában, Kelet-Európában és Latin-Amerikában. Ennek ellenére az 1990-es évek nem voltak könnyűek. A Sika recessziós időszakokkal valamint a gyenge jövedelmezőséggel küzdött a szoros verseny és a növekvő nyersanyagárak következtében. A megoldás az olyan kevésbé jövedelmező, nem alap üzletágakból való kivonulás révén valósult meg, mint például a csatornarehabilitációban használt robotok építése. A Sika felhagyott az útépítési termékek előállításával is. Valamint kis híján eladta a szigetelőlemez üzletágat a Sarna-nak. Tíz évvel később ugyanaz a Sarna a Sika Csoport tagjává vált. 2005-ben a Sika megvásárolta ezt a szigetelő fóliákra szakosodott a svájci céget. A Sika az évtized leggyorsabb növekedését érte meg. Forgalma 2 milliárdról több mint 4,6 milliárd svájci frankra nőtt, amelynek jelentős része a 2000 és 2008 között szerzett 36 cég hozzájárulása volt. Ugyanebben az időszakban a dolgozók létszáma 8 000-ről 13 000-re nőtt. 2000 óta a Sika alapvető kompetenciái a következőkben foglalhatók össze: tömítés, ragasztás, zajcsökkentés, szerkezetmegerősítés és -védelem. Tetőtől talpig a Sika célja az volt, hogy piacvezetővé váljon ezeken a technológiai területeken. A 2000-ben forgalomba hozott Sika ViscoCrete betonadalékszer az értékesítés jelentős talpkövévé vált. A Sika egyéb üzleti egységei is fellendültek - a 2006-os csúcsévben a forgalom több mint egyharmadával növekedett. A Sika AG, amely 2002 óta holdingtársaság, jelentős befektetéseket eszközölt személyi és a termelési kapacitások terén, valamint átszervezte az általános irányítási szervezetet is. 2006 óta, minden marketing és értékesítési tevékenység következetesen az új központi üzleti egységeken keresztül történik, és a négy legfontosabb ügyfélcsoportot célozza meg: „Értékesítés”, „Vállalkozók”, „Beton” és az „Ipar”. Az évtized vége felé a pénzügyi válság által kiváltott nemzetközi recessziós örvény lehúzó ereje érzékelhető volt a Sikánál is. De a recesszió ellenére a Sika a piaci részesedése gyakorlatilag mindenhol egyre nagyobb. A 100 éves évfordulóra a Sika már felkészült a jövőre.

### 2010-től napjainkig
2010-ben ünnepelte a Sika AG fennállásának 100. évfordulóját. Még ebben az évben elindult a Sika Experiences program, mely lehetőséget biztosít diákok illetve fiatal szakemberek számára, hogy betekintést nyerjenek ebbe az iparágba és a Sika világába. 2012-ben Paul Hälg-t (Dätwyler Gruppe vezérigazgatója) választják meg az igazgatótanács elnökének, Jan Jenisch pedig átveszi a vezérigazgatói posztot Ernst Bärtschitól, aki nyugdíjba vonult. 2013-ban a Sika AG meghatározza target marketeit: Waterproofing, Concrete, Roofing, Flooring&Coatings, Sealing&Bonding, Refurbishment, Industrial manufacturing&Automotive. Még ebben az évben a korábbi 6 régiót 4-re csökkentik, úgy hogy az észak európai és dél európai régiót egy új régióban, az EMEA régióban egyesítik. Ehhez a régióhoz tartozik Európa, Közel-Kelet, Afrika. Az így létrejött 4 régió a következő: EMEA, Észak-Amerika, Latin-Amerika, Ázsia és Csendes-óceán.

## A cég jelenlegi vezetői[3]
- Vezérigazgató: Jan Jenisch

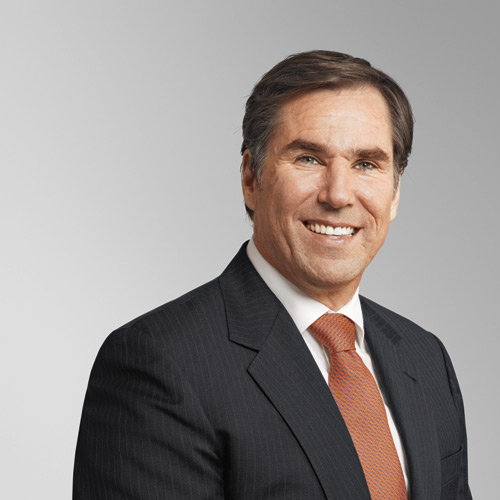
Jan Jenisch, a Sika AG vezérigazgatója

- Vezérigazgató helyettes, Building Systems & Industry: Silvio Ponti
- Beton & Vízszigetelés: Ernesto Schümperli
- Pénzügyi igazgató: Adrian Widmer
- Főmérnök: Thomas Hasler
- Ázsia és Csendes-óceán régió: Heinz Gisel
- Észak-Amerikai régió: Christoph Ganz
- EMEA régió: Paul Schuler
- Latin-Amerikai régió: José Luis Vazquez

## Az igazgatótanács tagjai[4]
- Paul Johann Hälg, elnök
- Urs F. Burkard
- Frits van Dijk
- Willi K. Leimer
- Monika Ribar
- Daniel J. Sauter
- Ulrich W. Suter
- Jürgen Tinggren
- Christoph Tobler

## A Sika Magyarországon: a Sika Hungária Kft.
A Sika termékeit Magyarországon már a két világháború között jól ismerték. A Sika Hungária Kft.', mint a Sika AG magyarországi leányvállalata 1993-ban alakult meg és 1994-ben kezdte meg tevékenységét. Ügyvezető igazgatója Kruchina Johanna.

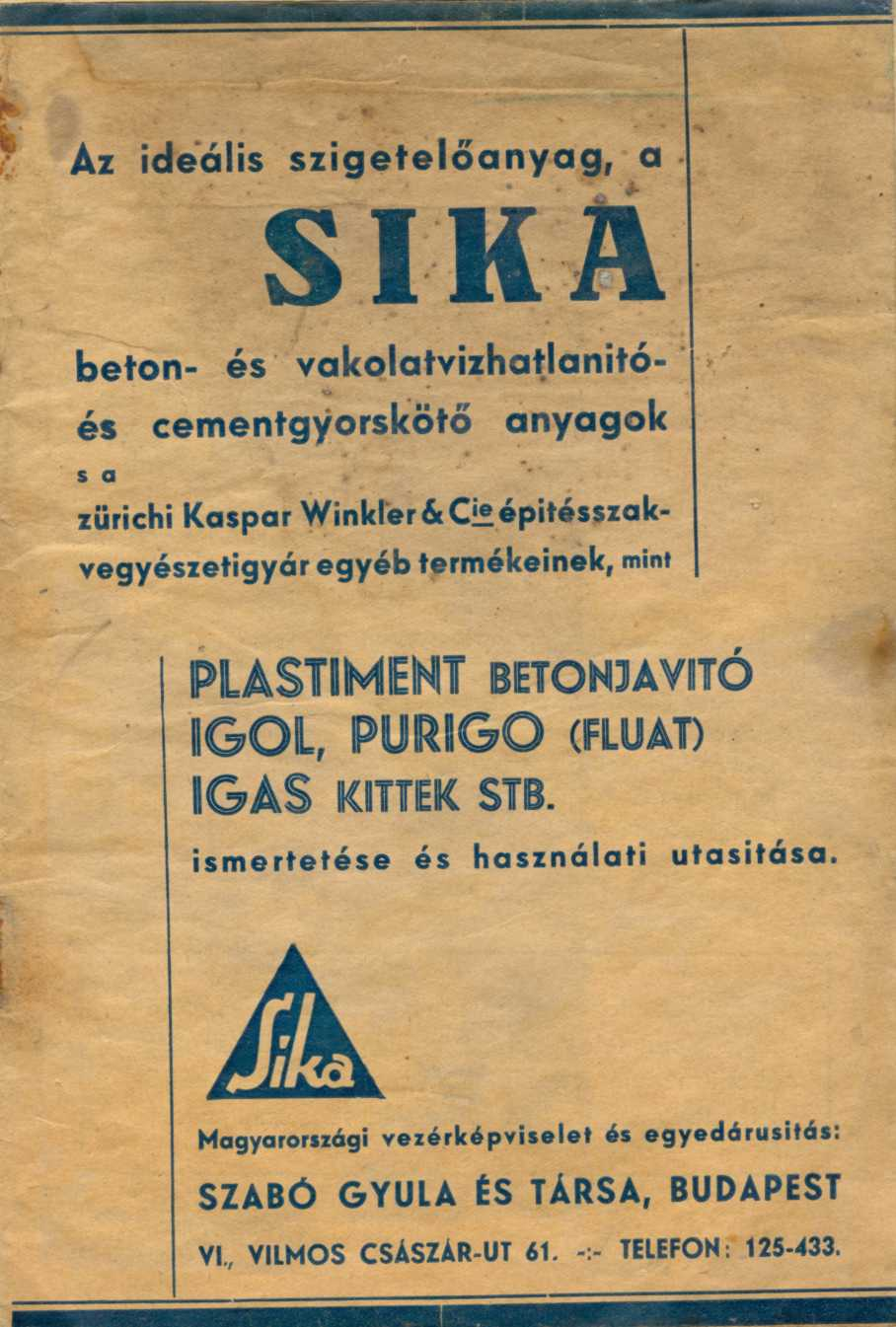
Sika relikvia az 1930-as évekből

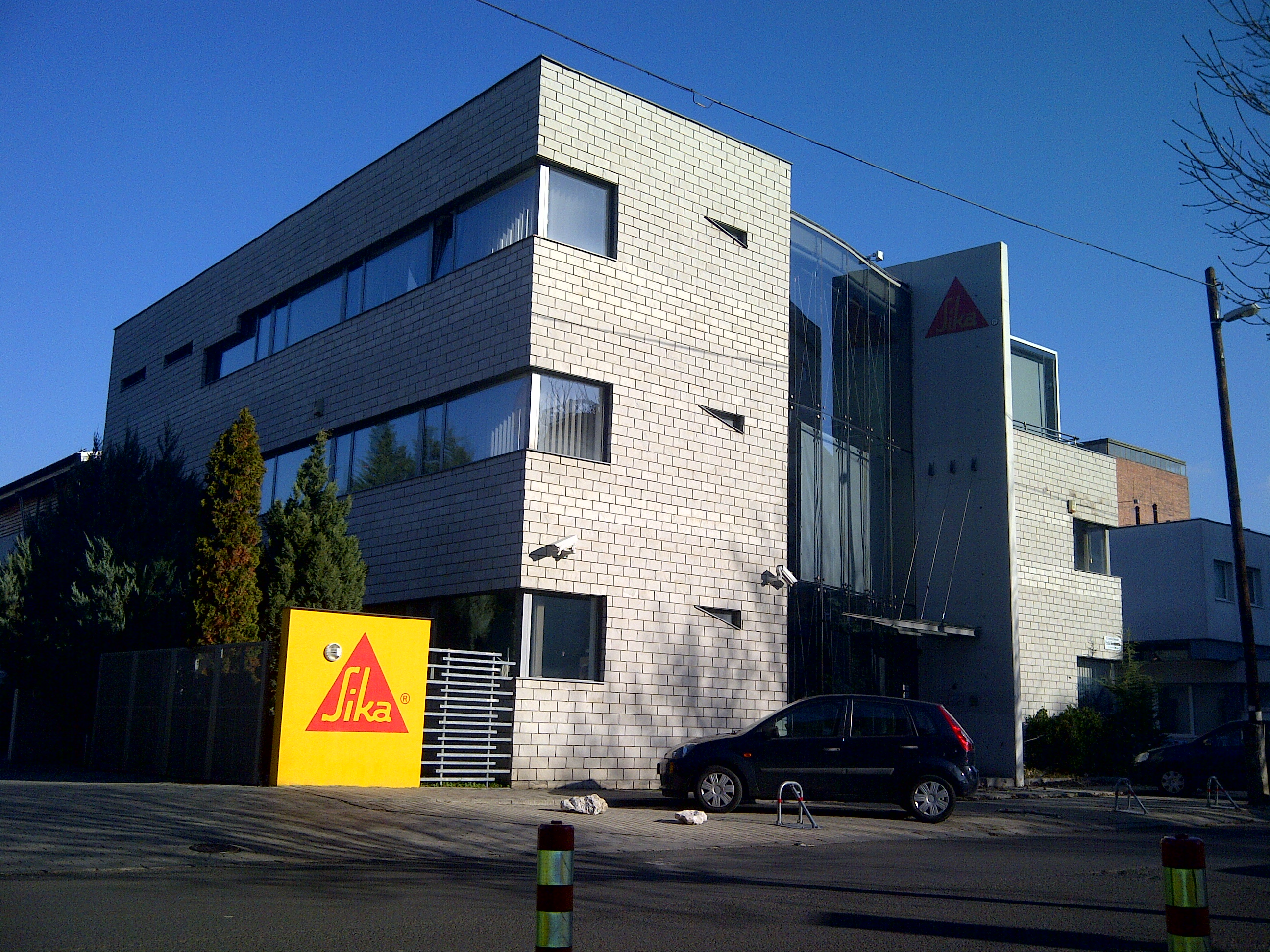
Sika Hungária székház - Budapest